# Ottaviano (Roms tunnelbana)
Ottaviano, även Ottaviano – San Pietro – Musei Vaticani, är en station på Roms tunnelbanas Linea A. Stationen är uppkallad efter Via Ottaviano i Rione Prati och togs i bruk den 16 februari 1980. 
Stationen Ottaviano har:
- Bemannade biljettluckor
- Biljettautomater

## Kollektivtrafik
- Spårvagnshållplats – Roms spårväg, linje 19
- Busshållplats för ATAC

## Omgivningar
- Vatikanstaten
- Peterskyrkan
- Petersplatsen
- Via della Conciliazione
- Piazza del Risorgimento
- Rione Borgo
- Rione Prati
- Piazza dei Quiriti
- Teatro Giulio Cesare
- Via Candia